# 李左车
李左车（？—？），為秦末年間謀士，赵国名将李牧之孙。曾提议陈馀深沟高垒不与韩信作战，自率军绝韩信辎重，陈馀不听而被击败。后为韩信谋划取得燕齐之地。

## 记载
李左车初為趙國廣武君。汉高祖三年（前204年）韩信出兵攻打趙國，李左车为当时作为赵相国的代王陳餘建議带兵繞道汉军後方断其粮草：“原足下假臣奇兵三万人，从间道绝其辎重，足下深沟高垒，坚营勿与战。”但常称义兵不用诈谋奇计的陈餘不以为然。結果趙軍在井陘之戰大敗，趙國被滅。
韩信下令军中有能生得李左车者购千金。於是广武君被缚送至。韩信以师事李左车，求教破燕、齐之法。李左车先以“臣闻智者千虑，必有一失；愚者千虑，必有一得。”自谦。之后认为以韩信疲惫之兵，攻燕坚城，恐不能攻取，齐国看到这种形势也会拒守边境。所以应该采用其先虚后实之兵法，安定赵国秩序，抚恤遗孤，向燕国显示自己战略上的长处。燕国顺从之后，再派说客往东劝降齐国。。

## 李左车墓
河南、山东等地存有多处疑似的李左车墓。一处位于通许县西北15公里孙营乡李左村。一处位于山东省无棣县车王镇，1977年11月，该墓被清理發掘。出土文物仅有一灰陶罐和百余枚铜钱。从墓室结构，构筑方法和出土仅有的文物看，为东汉时期一座大型墓葬，与李左车无关。一处位于广饶县大王镇韩家桥村。
据明代嘉靖年间《青州府志》记载，李左车墓在广饶县（时称乐安县）西北二十五里。成化间，盗墓得铜鼎，上有汉将军李左车字。